# Distenia cinctipennis
Distenia cinctipennis es una especie de escarabajo longicornio del género Distenia, categorizada en la tribu Disteniini, de la orden Coleoptera. Fue descrita por Gounelle en 1911.

## Descripción
Mide 9,5-12 mm de longitud.

## Distribución
Se distribuye por Bolivia, Brasil y Ecuador.